# Spirostreptus tripartitus
Spirostreptus tripartitus är en mångfotingart som beskrevs av Cook och Collins 1893. Spirostreptus tripartitus ingår i släktet Spirostreptus och familjen Spirostreptidae. Inga underarter finns listade i Catalogue of Life.